# Wowee Zowee: Sordid Sentinels Edition
| Recensione       | Giudizio |
| ---------------- | -------- |
| Blender          |          |
| Drowned in Sound | 8/10     |
| The Guardian     |          |
| Pitchfork        | 9.3/10   |
| The Skinny       |          |
| Slant Magazine   |          |
| Spin             |          |
| Stylus Magazine  | A+       |
| Uncut            |          |

Wowee Zowee: Sordid Sentinels Edition è una compilation realizzata dal gruppo indie rock statunitense Pavement. Contiene l'album della band del 1995, Wowee Zowee, nella sua interezza e diverse versioni di prova e rarità realizzate dal gruppo in quel periodo, alcune delle quali inedite.

## Promozione e pubblicazione
Sordid Sentinels Edition è stato pubblicato il 7 novembre 2006. Matador Records ha offerta degli oggetti aggiuntivi a chi ha preordinato il disco, tra cui un codice per riscattare una rara registrazione live dei Pavement al Palace di Los Angeles del 21 aprile 1994. Inoltre era incluso un disco da sette pollici che vedeva la presenza di versioni in studio inedite delle canzoni "Black Out" e "Extradition" e un poster basato sul disegno dell'artista Steve Keene che aveva contribuito all'edizione originale di Wowee Zowee nel 1995.

## Accoglienza
Sordid Sentinels Edition ha ricevute recensioni molto positive dalla critica, con Stylus Magazine che l'ha descritto come "un disegno su larga scala del meglio che il rock underground anni novanta ha da offrire." Diversamente, il Guardian non considera le canzoni aggiungitive dell'album come ascolti essenziali.
Al 2010 Sordid Sentinels Edition ha venduto 32.000 copie.

## Tracce

### Disco uno
Wowee Zowee
1. "We Dance"
2. "Rattled by the Rush"
3. "Black Out"
4. "Brinx Job"
5. "Grounded"
6. "Serpentine Pad"
7. "Motion Suggests Itself"
8. "Father to a Sister of Thought"
9. "Extradition"
10. "Best Friend's Arm"
11. "Grave Architecture"
12. "AT&T"
13. "Flux = Rad"
14. "Fight This Generation"
15. "Kennel District"
16. "Pueblo"
17. "Half a Canyon"
18. "Western Homes"

Wowee Zowee session outtake
1. "Sordid"

Rattled by the Rush EP
1. "Brink of the Clouds"
2. "False Skorpion"
3. "Easily Fooled"

Singolo "Father to a Sister of Thought"
1. "Kris Kraft"
2. "Mussle Rock (Is a Horse in Transition)"

Pacific Trim EP
1. "Give It a Day"
2. "Gangsters & Pranksters"
3. "Saganaw"
4. "I Love Perth"

Wowee Zowee session outtake
1. "Sentinel"

### Disco due
Colonna sonora di I Shot Andy Warhol
1. "Sensitive Euro Man"
Wowee Zowee session outtake
2. "Stray Fire"
Registrata il 3 marzo 1994, a Hilversum, Paesi Bassi
3. "Fight This Generation"
4. "Easily Fooled"
Wowee Zowee sessione con Doug Easley al piano
5. "Soul Food"
Album di tributo Homage to Descendents
6. "It's a Hectic World"
Steve Lamacq Evening Session (15 marzo 1995)
7. "Kris Kraft"
8. "Golden Boys/Serpentine Pad"
9. "Painted Soldiers"
10. "I Love Perth"
Medusa Cyclone/Pavement split 7-inch
11. "Dancing with the Elders"
Registrato dal vivo al Wireless, JJJ Radio in Australia (7 luglio 1994)
12. "Half a Canyon"
13. "Best Friend's Arm"
14. "Brink of the Clouds/Candylad"
15. "Unfair"
16. "Easily Fooled"
17. "Heaven Is a Truck"
18. "Box Elder"
Compilation Schoolhouse Rock! Rocks
19. "No More Kings"
Colonna sonora di Kids in the Hall: Brain Candy
20. "Painted Soldiers"
Wowee Zowee session outtake
21. "We Dance" (alternate mix)

## Formazione
- Stephen Malkmus - voce, chitarra
- Scott Kannberg - chitarra, voce
- Mark Ibold - basso
- Steve West - batteria
- Bob Nastanovich – percussioni